# Käthe Gaebel
Käthe Gaebel (* 23. August 1879 in Graudenz, Deutsches Reich; † 22. März 1962 in Berlin) war eine deutsche Frauenrechtlerin, Nationalökonomin, Berufsberaterin und Erforscherin der Heimarbeit.

## Leben
Die Tochter eines Buchhändlers wuchs in Danzig auf. Ihr Vater starb früh, und Gaebel ging auf eine höhere Töchterschule in Marburg und besuchte das Lehrerinnenseminar in Freiburg im Breisgau. Als Schwester des Johanniterordens machte sie eine Ausbildung als Krankenpflegerin und arbeitete in dem Beruf.
Ab 1909 war sie im Gewerkverein der Heimarbeiterinnen in Frankfurt am Main tätig. Neben ihrem Beruf besuchte sie im Wintersemester 1909/10 und Sommersemester 1910 Vorlesungen an der Akademie in Frankfurt. Ab Herbst 1910 studierte sie an der Universität Tübingen Volkswirtschaftslehre und promovierte 1912 bei Robert Wilbrandt.
Ab etwa 1914 arbeitete Gaebel im Büro für Sozialpolitik mit und leitete ab etwa 1919 die vom Verein für Sozialpolitik getragene Auskunftsstelle für Heimarbeitsreform, Berlin. Als Nachfolgerin von Josephine Levy-Rathenau leitete sie ab 1921/22 das Frauenberufsamt des Bundes Deutscher Frauenvereine, das zeitweise zugleich Geschäftsstelle des Kartells der Auskunftsstellen für Frauenberufe war.
1922 trat Gaebel in die Reichsarbeitsverwaltung ein und wurde Hauptreferentin für Berufsberatung im Reichsamt für Arbeitsvermittlung (ab 1927: Hauptstelle der Reichsanstalt für Arbeitsvermittlung und Arbeitslosenversicherung). 1933 wurde sie ins Landesarbeitsamt Berlin-Brandenburg versetzt und arbeitete, bis zum Erreichen der Altersgrenze, in der Position einer Oberregierungsrätin, als Frauenreferentin und Referentin für Statistik.
In ihren zahlreichen Aufsätzen behandelte sie Probleme der Heimarbeiterinnen und der Frauen in der Krankenpflege, später vor allem Fragen weiblicher Berufsberatung und Lehrstellenvermittlung.

## Schriften (Auswahl)
- (Bearb.): Die Lage der Heimarbeiterinnen: nach den Erhebungen des Gewerkvereins der Heimarbeiterinnen Deutschlands in den Jahren 1907 und 1912. Berlin [1912].
- Die Heimarbeit: das jüngste Problem des Arbeiterschutzes. Tübingen, Univ., Diss. 1912.
- Die Bedeutung der Heimarbeit für die Kriegswitwen. In: Die Kriegsbeschädigten- und Kriegerhinterbliebenen-Fürsorge, Jg. 5, 1920/21, Nr. 1, S. 6–13.
- Die Frau in der Krankenpflege. Bearb. im Frauenberufsamt des Bundes deutscher Frauenvereine von Käthe Gaebel unter Mitwirkung von Else Sander. Mannheim [u. a.] 1923.
- Die krankenpflegerischen Nebenberufe. Mannheim [u. a.] 1925.
- Berufsberatung. In: Ludwig Heyde (Hrsg.): Internationales Handwörterbuch des Gewerkschaftswesens. Bd. 1. Verl. Werk und Wirtschaft, Berlin 1931, S. 214–217.